# Otto Speidel (Maler)

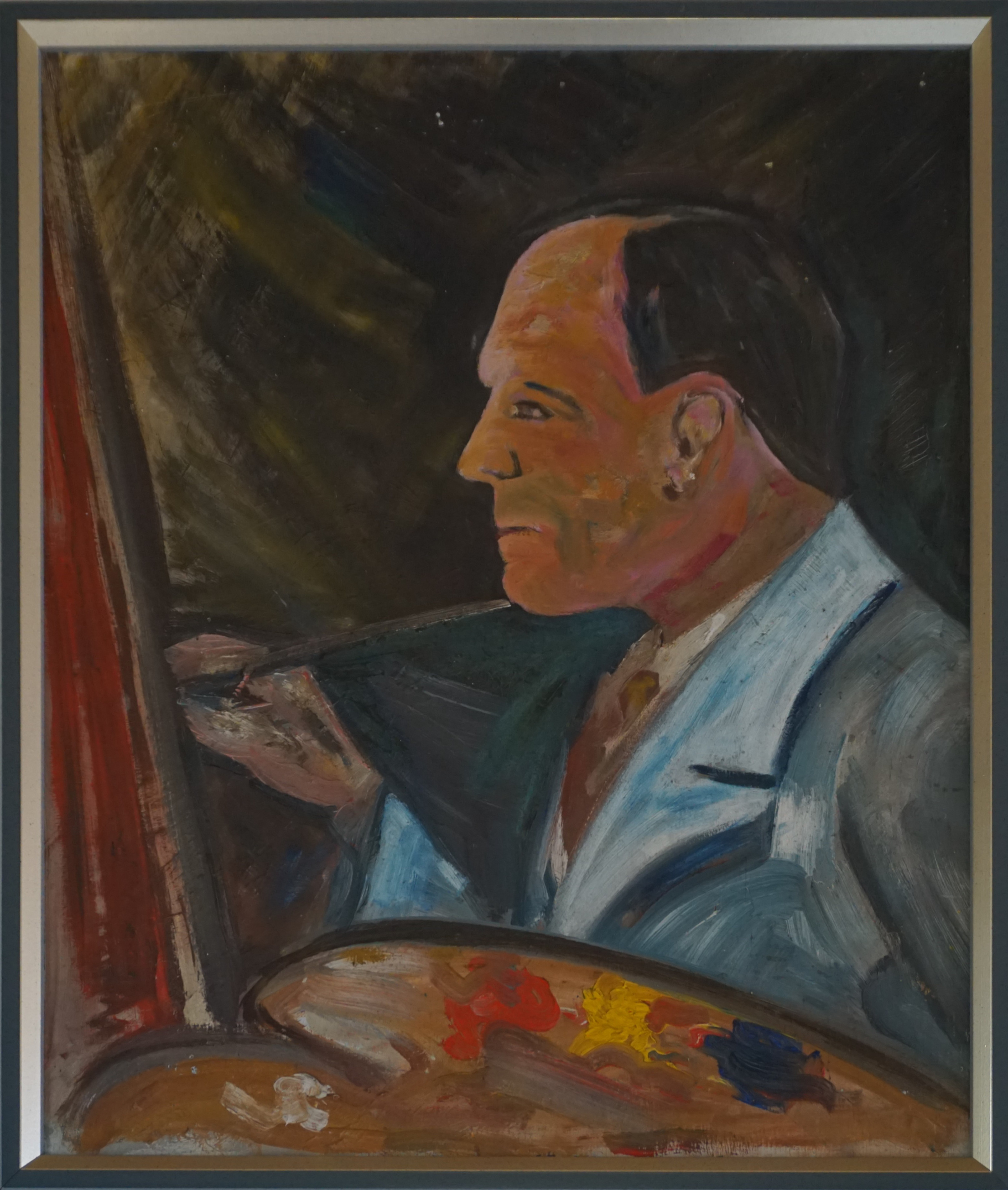
Selbstporträt Otto Speidel

Otto Alfred Ludwig Speidel (* 9. Januar 1896 in Stuttgart; † 20. November 1968) war ein deutscher Maler, Grafiker und Restaurator, der zur verschollenen Generation gerechnet wird.

## Leben
Otto Speidel wurde als Sohn des Süßwarenfabrikanten Alfred Robert Speidel (10. Mai 1872–20. Januar 1943) und seiner Ehefrau Marie Karoline Speidel, geb. Jauchstätter (10. Juni 1868–2. April 1934) geboren. Er besuchte die Realschule in Stuttgart und fand 1912 Aufnahme an der Kunstgewerbeschule Stuttgart mit dem Berufsziel Werbegraphiker. 1946 heiratete er seine langjährige Lebensgefährtin Eleonore Eckstein. Sie wohnten bis zu seinem Tod in Stuttgart, Alte Weinsteige 17, wo er auch sein Atelier hatte.

### Erlebnisse im Ersten und Zweiten Weltkrieg
Im Ersten Weltkrieg wurde er im Alter von 21 Jahren zur Luftwaffe eingezogen. Er überlebte 1917 schwerverletzt einen Flugzeugabsturz. Die Erfahrungen und Erlebnisse des Krieges machten aus ihm einen überzeugten Pazifisten. 1919 wurde er zum Studium an der Akademie der Bildenden Künste Stuttgart zugelassen. Er besuchte die Malklasse von Christian Speyer. Später wechselte er an die Akademie der Bildenden Künste München. Von 1932 bis 1935 besuchte er das von Max Ackermann gegründete Seminar für absolute Malerei. Mit Ackermann verband ihn eine enge Freundschaft und kreative künstlerische Zusammenarbeit. Nach der Machtergreifung durch die Nationalsozialisten hatte er immer weniger die Möglichkeit, sich an Ausstellungen zu beteiligen und Bilder im Reich zu verkaufen. Er galt als „Entarteter“, „Kulturbolschewist“ und politisch unzuverlässig. Seinen Lebensunterhalt bestritt er in den folgenden Jahren überwiegend als Restaurator und durch den Verkauf von Bildern in der Schweiz.

#### Zeit im Gefängnis
Am 17. August 1943 wurde er von der Gestapo in seinem Atelier in Stuttgart in der Esslinger Straße 18 wegen staatsfeindlicher Umtriebe verhaftet und zuerst ins Polizeigefängnis in der Büchsenstraße und später ins Untersuchungsgefängnis in der Archivstraße in Stuttgart gebracht. Am 9. November 1943 verurteilte ihn das Sondergericht für den Oberlandesgerichtsbezirk Stuttgart zu 7 Jahren Zuchthaus und 7 Jahren Ehrverlust wegen fortgesetzten Abhörens von Feindsendern und Verbreitung deren Nachrichten. Mit Freunden hatte er in seinem Atelier ausländische Sender abgehört und die Nachrichten an Vertraute weitergegeben. Er kam ins Zuchthaus Schwäbisch Hall und später ins Zuchthaus Kaisheim bei Donauwörth. Im Zuchthaus verrichtete er Schleifarbeiten an Stahlfedern der Firma Robert Bosch. In diesen Jahren trat eine Lungentuberkulose auf. Am 28. Mai 1945 wurde er von ausländischen Truppen befreit und kehrte nach Stuttgart zurück.
Bei seiner Verhaftung hatte die Gestapo mehrere Ölgemälde entwendet. Die verbliebenen Ölbilder und Aquarelle wurden von Freunden in einem Abstellraum untergebracht, wo sie bei einem Fliegerangriff am 12. September 1944 zerstört wurden. Otto Speidel stellte 1946 den Antrag auf Zurückerstattung der Geldbeträge, die bei seiner Verhaftung wegen staatsfeindlicher Umtriebe von der Gestapo sichergestellt worden waren. Die Württembergische Staatsanwaltschaft Stuttgart ordnete hierauf „... vertrauliche und schonende Erkundung ...“  zu seinen wirtschaftlichen Verhältnissen an. „Als Künstler wird er jetzt wohl gut verdienen.“ Letzteres hat sich nicht bewahrheitet.

### „Roter Reiter“
Nach dem Zweiten Weltkrieg machte er nicht nur durch sein bildnerisches Schaffen, sondern auch als Initiator und Gründer von Künstlergruppen und Publizist von sich reden. Er war Gründungsmitglied und Vorsitzender der 1945/1946 in Traunstein gegründeten Süddeutschen Künstler- und Ausstellungsgruppe „Roter Reiter“. Der Name „Roter Reiter“ wurde in Anlehnung an den alljährlich in Traunstein abgehaltenen Georgiritt gewählt, der in Erinnerung an die Parzivalsage veranstaltet wird. Die Künstlergruppe vertrat keine einheitliche künstlerische Richtung. Sie veranstaltete Ausstellungen in Traunstein, Bad Reichenhall, München, Stuttgart, Berlin, Regensburg, Konstanz und andernorts. Bei der Jubiläumsausstellung in Traunstein zum 10-jährigen Bestehen der Künstlergruppe waren Künstler aus zehn Nationen vertreten. Der „Rote Reiter“ übersprang alle Grenzen der Kunst und der Nationen. Die im „Roten Reiter“ vertretenen Maler und Bildhauer einte „… das Bekenntnis zur Unabhängigkeit der Form und Farbe vom Naturbild“.
Otto Speidel war von 1946 bis 1949 Dozent für Kunstgeschichte und moderne Kunst an der Staatlichen Akademie der Bildenden Künste Stuttgart und der Volkshochschule Backnang.
1951 gründete er mit Max Ackermann, Erich Schurr und dem Kunsthistoriker Kurt Leonhard die Gruppe sw „Südwest“. Seine Wohnung und sein Atelier in der Alten Weinsteige 17 in Stuttgart waren zugleich Geschäftsstelle der Gruppe sw. Namhafte, auch im Ausland bekannte Mitglieder wie Willi Baumeister, Otto Baum zählten zur Gruppe. Sie einte die Absage an den nachbildenden Naturalismus ohne Beschränkung auf eine bestimmte Richtung. Sie veranstalteten Ausstellungen in der Galerie 17 in München, im Kunstverein München mit der Münchner Künstlergruppe „Die Unabhängigen“, im Stadthaus in Freudenstadt, in der Galerie Galetzky in der Marienstraße 32 in Stuttgart und im Amerika-Haus in Stuttgart.
Er war weiters Mitbegründer und Vorstandsmitglied des „Kulturbunds Stuttgart“ und übernahm dort das Referat Bildende Kunst. Der „Kulturbund Stuttgart“ präsentierte Arbeiten nicht nur an klassischen Ausstellungsorten, sondern mischte sich „unters Volk“. So fanden Ausstellungen im Caferestaurant „Weißenhofbäck“ statt. Die Kunstwerke sollten zu den Menschen sprechen, ihre Eindruckskraft unter Beweis stellen und sich nicht auf Debatten über ihre Rätselhaftigkeit beschränken. Otto Speidel war Namensgeber für das Künstlerfest des Kulturbundes im Jahr 1952: Pinselabim. Die Künstler des Kulturbundes gaben dem Metropol-Gebäude in Stuttgart samt Kinosaal, Bierstube und Ladenstraße ein farbenfrohes Gewand.
Aktiv betätigte er sich auch im „Verband Bildender Künstler Württemberg“. Im Kursaal Bad Cannstatt veranstaltete der Verband in den 1950er Jahren Verkaufsausstellungen, denen eine hohe Durchschnittsqualität bescheinigt wurde. Diese Verkaufsausstellungen waren Hilfe zur Selbsthilfe für die Künstler, deren wirtschaftliche Situation oftmals schwierig und manchmal aussichtslos war.
Aus gesundheitlichen Gründen musste er 1954 alle Ämter niederlegen. Die Lungenerkrankung schwächte ihn zunehmend. Am 20. November 1968 starb Otto Speidel in Stuttgart im Alter von 72 Jahren. Er wurde auf dem Stuttgarter Waldfriedhof beigesetzt.

## Werk
Sein Weg führte ihn vom Spätimpressionismus über den Expressionismus zu einer der Abstraktion angenäherten Gegenständlichkeit, einer Synthese von Gegenständlichkeit und Abstraktion und schließlich einer gegenstandsfreien, abstrakten Malerei. Seine Werke bewegen sich nahtlos zwischen stilisierter Gegenständlichkeit und gegenstandsloser Abstraktion. Die ihm eigene Technik der abstrakten Malerei besteht aus kraftvollen Kompositionen von Farben und Formen, denen eine eigene Spannung und Dynamik, ein eigener Rhythmus inne ist. Seine graphischen Werke zeichnen sich durch ein ausdrucksvolles Zusammenspiel von Schwarz und Weiß aus. Daneben findet sich wenig Gegenstandsmalerei mit Industrielandschaften und Tieren.
Wie viele Vertreter der abstrakten Kunst, wurde er mit der Frage konfrontiert, ob abstrakte Künstler unfähig seien, gegenständlich zu malen. Er ließ sich auf kein starres Programm festlegen, sondern von der Entwicklung inspirieren gemäß den Worten des Bauhauskünstlers Georg Muche „Alles Neue veraltet, immer wird Neues entstehen.“ Die Freiheit der Kunst war sein Anliegen, die Suche nach neuen Wegen und Ausdrucksmöglichkeiten in der Kunst. Sein Schaffen war insbesondere inspiriert von Max Ackermann, dem Kreis um Adolf Hölzel und der École de Paris.

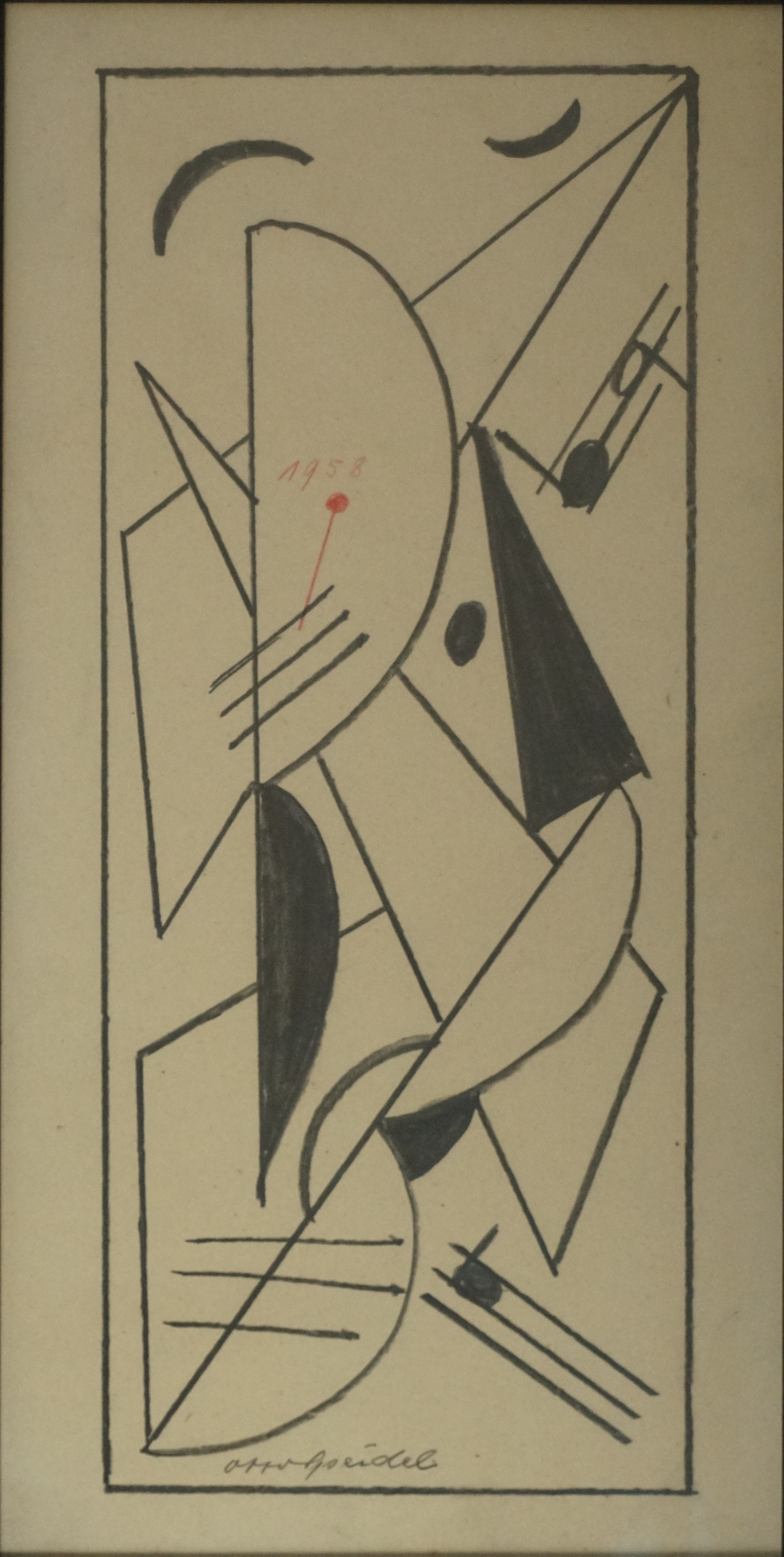
Grafik
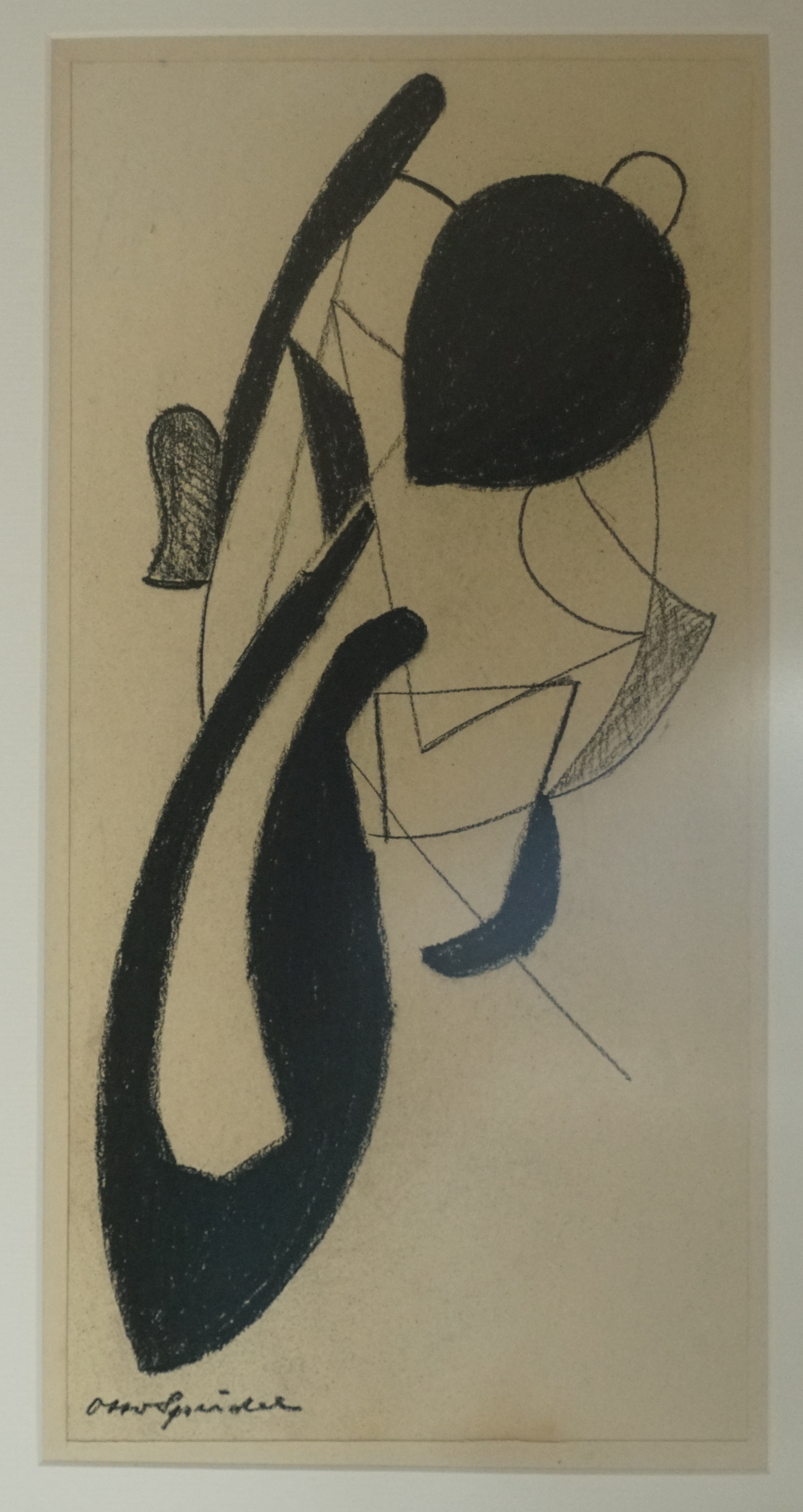
Tuschezeichnung
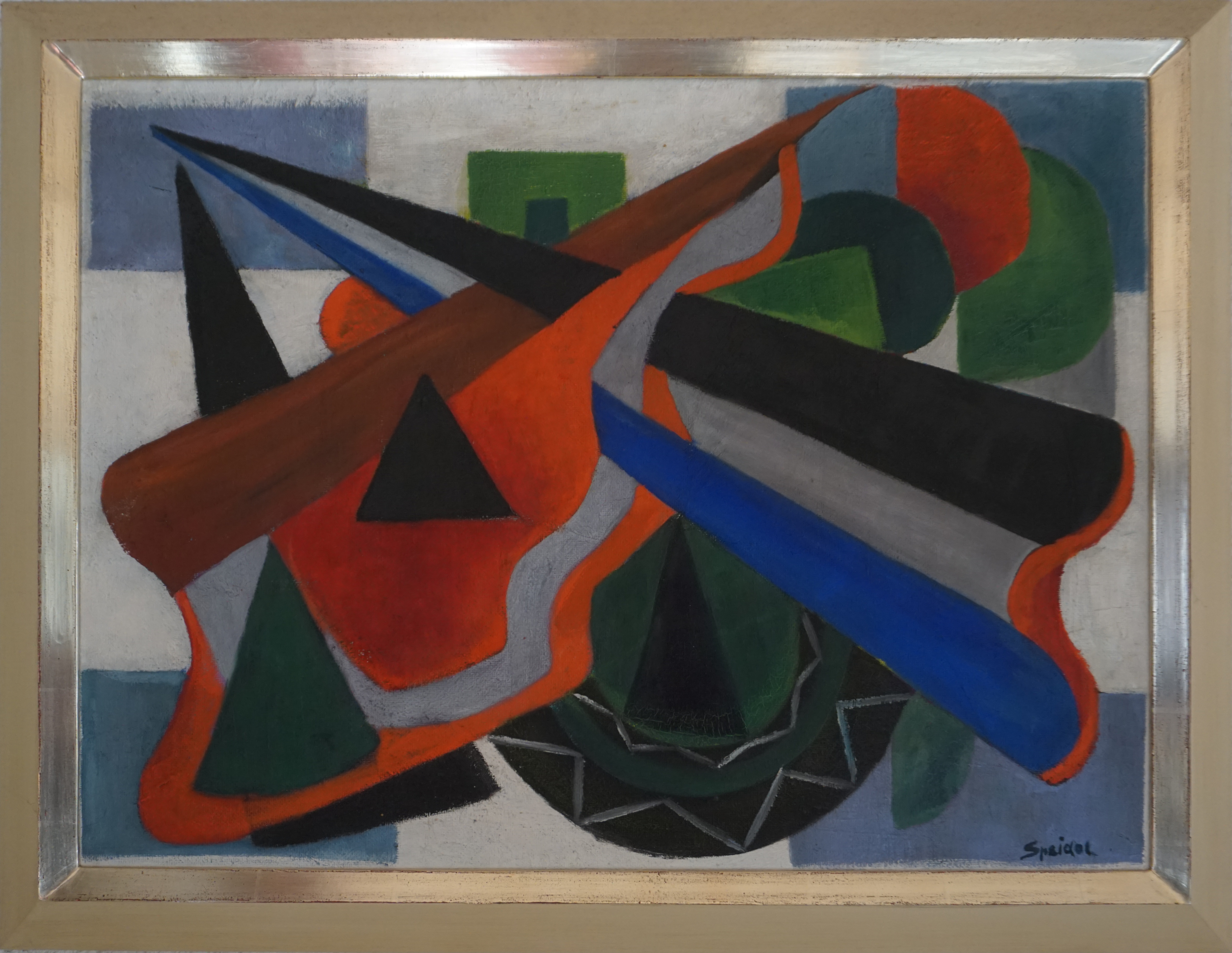
Ölgemälde, o.T.